# Wenzel von Österreich

Erzherzog Wenzel von Österreich, Großprior des Johanniterordens von Kastilien

Erzherzog Wenzel von Österreich (* 9. März 1561 in Wiener Neustadt; † 22. September 1578 in Madrid) war ein Mitglied des Hauses Habsburg und wurde 1577, im Alter von 16 Jahren, Großprior des Malteserordens in Kastilien.
Wenzel war der achte Sohn des Kaisers des Heiligen Römischen Reiches Maximilian II. (1527–1576) und dessen Frau und Cousine (ersten Grades), der Infantin Maria von Spanien (1528–1603), älteste Tochter von Kaiser Karl V. und Isabella von Portugal.
Wenzel starb am 22. September 1578 in Madrid und wurde in Kapelle 9 des Pantheon der Infanten im Real Sitio de San Lorenzo de El Escorial beigesetzt.